# Giovanni Battista Ricci
Giovanni Battista Ricci, kallad il Novara, född omkring 1537 i Novara, död 1627 i Rom, var en italiensk målare under manierismen och ungbarocken. Han var influerad av Federico Zuccaris måleri.

## Verk i urval
- Fresker med scener ur den helige Nikolaus av Tolentinos liv – Cappella di San Nicola da Tolentino, Sant'Agostino[1]
- Fresker – Cappella dell'Annuciazione, San Francesco a Ripa[2]
- Fresker – Cappella Salviati, San Gregorio al Celio[3]
- Korsfästelsen (1613) – fasadens insida, San Marcello al Corso[4][5]
- Altarmålning och fresker med scener ur den helige Angelus av Jerusalems liv – Cappella di Sant'Angelo da Gerusalemme, Santa Maria in Traspontina[6]
- Fresker – Cappella della Madonna di Loreto, Sant'Onofrio[7]
- Stuckdekorationer – portiken, Peterskyrkan[8]
- Stuckdekorationer (attribuering) – Cappella del Coro, Peterskyrkan[9]
- Fresker – Cappella di San Giovanni Battista de' Rossi, Santissima Trinità dei Pellegrini[10]